# Olga Kaminerová
Olga Kaminerová (rusky Ольга Каминер; rodné jméno Olga Gura, rusky Ольга Гура; * 1966, Ocha, Sachalinská oblast, SSSR) je německy píšící spisovatelka, ruského původu.

## Život a dílo
Olga Kaminerová strávila svoje dětství a mládí na ruském ostrově Sachalin. Avšak od svých šestnácti let žila v Leningradě, tj. dnešním Petrohradu, kde studovala chemii. V roce 1990 utekla z bývalého Sovětského svazu do Berlína, kde také záhy obdržela německé státní občanství.
Dnes žije se svým manželem, spisovatelem Wladimirem Kaminerem, a svými dvěma dětmi, Sebastianem a Nicole, v berlínské čtvrti Prenzlauer Berg.

### Přehled děl v německém originále (výběr)
- Russische Frauen (s předmluvou Wladimira Kaminera; 2013)
- Weihnachten auf Russisch (2007)
- (společně s Wladimirem Kaminerem): Küche totalitär - das Kochbuch des Sozialismus (2006)
- Alle meine Katzen (2005)